# 잔트만

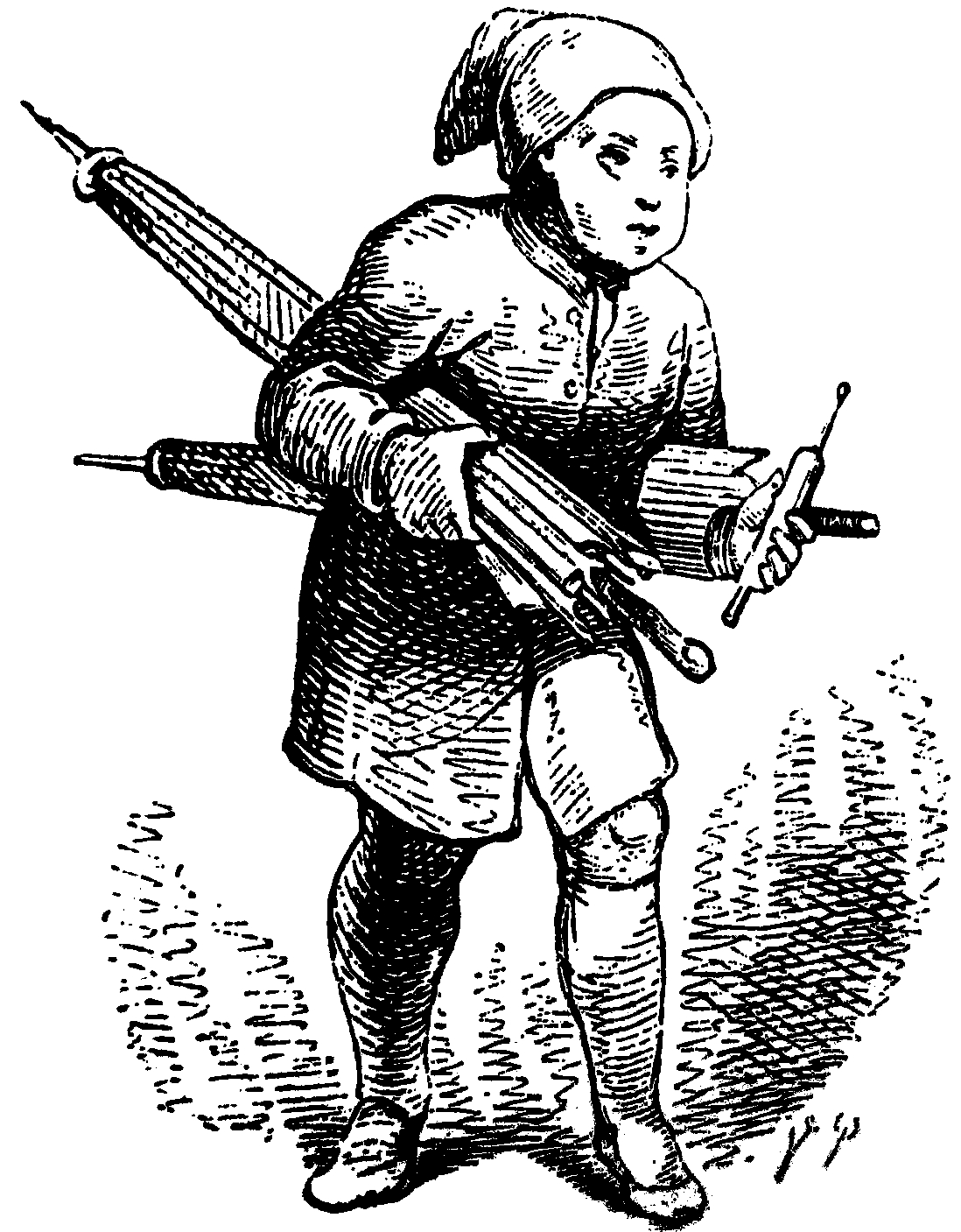

잔트만(독일어: Sandmann)은 중,북유럽의 민간 전승에 등장하는 인간형 생물이다. 모습이 보이지 않는 요정같지만, 일반적으로 모래가 들어간 큰 가방을 짊어진 노인의 모습이라고한다. 영어로는 샌드맨(영어: Sandman)이라고 한다. 샌드맨은 잠자고 있는 사람들의 눈에 마법의 모래를 뿌려 좋은 꿈을 꾸게 해준다고 한다.

## 동화에 나오는 표현
예로부터 어린이 동화나 이야기에 많이 나오는 등장인물이다.샌드맨은 어린이들이 잠이나 꿈을 꿀 수 있게 눈에 모래나 먼지를 뿌려준다.눈이 피곤하거나 티끌이 들어간 것 같다고 생각되면 저녁 때 샌드맨이 왔다 간 것이다.한스 크리스티안 안데르센의 1841년 올레 루쾨예(Ole Lukøje)에서 샌드맨에 대해 얘기하고 있는데, 이름은 올레 루쾨예이며, 마법의 솜씨로 먼지를 아이들의 눈에 뿌려준다고 한다.올레는 덴마크 이름이고 루쾨예는 "눈을 감으라"는 뜻이다.

## 대중문화에서의 샌드맨
샌드맨은 대중문화에 종종 언급되는 편이다.

### 영화
- 월트 디즈니의 실리 심포니스라는 만화의 극장판인 럴래비랜드(1933)끝부분에서 샌드맨이 아기를 눕혀 재우는 모습이 나온다.
- 로럴과 하디의 영화, 베이브스 토이랜드(1934)에서 샌드맨이 보핍과 톰톰 파이퍼를 잠자리에 눕혀 재우는 모습이 있다.
- 디즈니의 단편작인 캣 냅 플루토(1948)에서는 샌드맨에게 우스꽝스러운 밀짚모자를 씌어놓고 플루토 (디즈니)와 피가로 둘의 양 옆에 있는 황금색 모래에 카트를 미는 것이 나오며, 그 둘의 눈에 모래를 뿌린다.
- 샌드맨은 산타 클로스 2(2002)와 산타 클로스 3: 더 이스케이프 클로스(2003)에도 나온다.주인공이 컨실 오브 레전더리의 멤버의 피규어와 나란히 큐피드,부활절 토끼, 파더 타임, 잭 프로스트, 마더 네이쳐, 산타 클로스  그리고 이빨 요정이 있는 걸 본다.샌드맨은 컨실 오브 레전더리 피규여와의 만남인 한창인 동안에 자신의 버릇인 잠에 빠져있다.
- 조 라이트의 액션 영화 한나(2011)에서는 정말 많은 유럽 동화의 요소를 담고 있는데, 그 중 엄청난 악역, 자선단체와 관련 있는 풍자를 한 샌드맨이 10대 청소년을 이끄는데, 케미컬 브라더스의 사운드트랙을 통해서도 알 수 있다.
- 드림웍스가 배급한 영화인 가디언즈(2012)에서는 샌드맨을 연상케 하는 주인물(샌디)이다.비록 샌드맨은 말은 안 하기는 하지만, 샌디는 자신의 모래를 대화에 이용하여 다른 수호자들과 말을 나눈다.

### 애니메이션
- 신비아파트: 고스트볼 더블 X 6개의 예언에 나오는 샌드맨의 모델이다.

### 노래
- 레이먼드 B. 이건과 리처드 A. 와이팅의 재패니스 샌드맨(1920).
- 코데츠의 미스터 샌드맨(1954)은 샌드맨을 대중화시켰다.
- 실비아 파인의 럴래비 인 래그타임에서는, 샌드맨을 언급하고 있다.
- 로이 오비슨의 꿈 속에서(1963) 역시, 샌드맨을 언급하고 있다.
- 아메리카의 샌드맨(1971)이 있다.
- 캐러밴의 윈터 와인(1971) 역시, 샌드맨을 언급하고 있다.
- 스티비 원더의 오버조이드(1985) 또한, 샌드맨을 언급하고 있다.
- 메탈리카의 엔터 샌드맨(1993)이 있다.
- 피스 앤 사일런스 샌드맨(1993)이 있다.
- 메소드 맨의 앨범 티컬에 있는 미스터 샌드맨(1994)이 있다.
- 로디의 블러드 레드 샌드맨(2004)이 있다.
- 움프!의 잔트만(2009)이 있다.
- 허츠의 앨범 엑실(2013)의 곡 샌드맨(2013)이 있다.
- 커스티 맥기의 샌드맨(2013)이 있다.
- 블루즈 트래블러의 프레티 앵그리(2001)가 있다.

## 같이 보기
- 모르페우스
- 점막 분비물